# هامنی (اکلاهما)
هامنی(به انگلیسی: Hominy) شهری در ایالت اکلاهما کشور ایالات متحده آمریکا است که جمعیت آن در سرشماری سال ۲۰۱۰ میلادی، ۳٬۵۶۵ نفر بوده‌است.